# 17 июля
17 июля — 198-й день года (199-й в високосные годы) по григорианскому календарю.
До конца года остаётся 167 дней.
До 15 октября 1582 года — 17 июля по юлианскому календарю, с 15 октября 1582 года — 17 июля по григорианскому календарю.
В XX и XXI веках соответствует 4 июля по юлианскому календарю.

## Праздники и памятные дни
См. также: Категория:Праздники 17 июля

### Общественные
- Всемирный день международного уголовного правосудия[2]
- Всемирный день эмодзи[англ.]
- День зеленоглазых (перед 18 июля, днём голубоглазых)[3]

### Национальные
- Ирак — День революции (БААС, 1968)
- Лесото — День Рождения короля (Летсие III)
- Пуэрто-Рико — День Рождения Луиса Ривьеры[англ.]
- Республика Корея — День конституции
- Япония — Гион-мацури
- Россия:
  - День этнографа
  - День авиации ВМФ[4]

### Религиозные
Католицизм
 — Память святого Платона Турнесского;
 — память компьенских мучениц;
 — память святой Ядвиги;
 — память Алексея Римского;
 — память святого Cynllo;
 — память Магнуса Феликса Эннодия;
 — память святой Марчеллины;
 — память Сциллийских мучеников.
 Православие
 — Память святителя Андрея, архиепископа Критского (740);
 — память преподобной Марфы, матери преподобного Симеона Дивногорца (551);
 — память преподобного Андрея Рублёва, иконописца (XV);
 — память страстотерпцев Императора Николая II, Императрицы Александры, царевича Алексия, великих княжён Ольги, Татьяны, Марии, Анастасии (1918);
 — память страстотерпца праведного врача Евгения Боткина (1918);
 — память священномученика Димитрия Казанского, пресвитера (1942);
 — память мучеников Римских: Феодота и Феодотии (108);
 — память священномученика Феодора, епископа Киринейского (310);
 — память благоверного великого князя Андрея Боголюбского (1174);
 — обретение мощей преподобного Евфимия, Суздальского чудотворца (1507);
 — память священномученика Саввы, епископа Горнокарловацкого (1941);
 — празднование в честь Галатской иконы Божией Матери.

### Именины
- Католические: Алихан, Алексис, Генриетта, Джулия, Евфрасия, Екатерина, Констанция, Луиза, Магнус, Мария, Марта, Маркеллина, Платон, Тереза, Феликс, Cynllo, Шарлотта, Ядвига.
- Православные: Александра, Алексей, Анастасия, Андрей, Арсений, Асклипиада, Василий, Георгий, Дмитрий, Донат, Евфимий, Мария, Марк, Марфа, Менинг, Михаил, Николай, Никон, Савва, Алихан, Татьяна, Тихон, Феодор, Феодот, Феодотия, Феофил[14].

## События
См. также: Категория:События 17 июля

### До XIX века
- 709 до н. э. — первое описание полного солнечного затмения, сделанное китайцем Чу Фу.
- 1048 — германский король Генрих III изгнал из Рима папу Бенедикта IX и заменил его Дамасием II.
- 1429 — в отбитом у англичан Реймсе короновался на французский престол Карл VII (знамя над его головой во время церемонии держала Жанна д’Арк).
- 1453 — французы разбили англичан в битве при Кастийоне, последней битве Столетней войны (после этой битвы французские войска овладели Бордо).
- 1505 — после потрясения во время ужасной грозы, когда он был на волосок от смерти, Мартин Лютер изменил свои планы стать юристом и стал монахом августинского монастыря в Эрфурте.
- 1570 — в Вильно учреждена иезуитская коллегия, впоследствии преобразованная в Вильнюсский университет.
- 1611 — шведское войско Якоба Делагарди захватило Новгород.
- 1754 — в Нью-Йорке открылся Королевский колледж. В этом высшем учебном заведении было десять студентов и один профессор. Через тридцать лет колледж сменил своё имя на Колумбийский, а потом стал университетом. Ныне это один из крупнейших и престижнейших вузов Америки.
- 1775 — на территории будущих США открыт первый в мире военный госпиталь[источник не указан 383 дня].
- 1783 — утверждён герб города Перми.
- 1785 — словацкий авантюрист Мориц Бенёвский провозгласил себя императором Мадагаскара, объявив войну Франции.[источник?]
- 1791 — на Марсовом поле в Париже расстреляна мирная демонстрация, требовавшая отречения французского короля Людовика XVI.

### XIX век
- 1841 — вышел первый номер английского юмористического журнала «Панч».
- 1854 — в Австрии пущена в строй первая в Европе горная железная дорога.

### XX век
- 1902 — 25-летний американец Уиллис Кэрриер предложил проект первого кондиционера воздуха.
- 1907 — Русско-японское соглашение в Санкт-Петербурге. Соглашение содержало в себе статьи об уважении территориальной целостности сторон, независимости и целостности Китая, о разделе Маньчжурии на русскую (север) и японскую (юг) сферы влияния, о признании Кореи сферой специальных интересов Японии, а Внешней Монголии — России.
- 1911 — первый в России автопробег военных грузовиков между Петербургом и Москвой.
- 1915 — Германия и Австрия заключили секретный договор о сотрудничестве с Болгарией.
- 1917
  - В Великобритании из титулов изъяты все немецкие имена, в результате чего правящая Саксен-Кобург-Готская династия стала называться Виндзорской.
  - В Петрограде расстреляна мирная демонстрация рабочих и солдат.
  - В плехановской газете «Единство» русский журналист Г. Алексинский опубликовал сведения о том, что Ленин и большевики финансируются немецким правительством.
  - Командующий Балтфлотом адмирал Дмитрий Вердеревский отказался исполнять приказ Временного правительства отправить корабли против кронштадтских моряков.
- 1918
  - Протяжённость Западного фронта достигла рекордной для Первой мировой войны длины — 856 км.
  - США провозгласили, что основным принципом американской интервенции на Дальнем Востоке будет невмешательство в политические события в России.
  - Ночью, в подвале Ипатьевского дома, была расстреляна семья последнего Императора Всероссийского Николая II.
  - Временное Сибирское правительство провозгласило государственную самостоятельность Сибири.
  - СНК одобрил докладную записку Луначарского «О постановке в Москве памятников великим людям» (уточненный список опубликован 2 августа).
- 1923 — Совнарком СССР создал Совет труда и обороны во главе с В. И. Лениным.
- 1928 — мексиканский политик Альваро Обрегон, победивший на выборах президента страны, убит в Мехико во время официального приёма.
- 1929 — СССР разорвал дипломатические отношения с Китаем из-за конфликта по поводу КВЖД.
- 1933 — после завершения строительства Днепрогэса и ликвидации днепровских порогов пущен первый пароход по маршруту Киев — Херсон.
- 1936 — с мятежа военных началась Гражданская война в Испании.
- 1939
  - Советский революционер и дипломат Фёдор Раскольников в СССР заочно объявлен вне закона.
  - Италия начала высылку иностранцев из Тироля.
- 1941 — в Германии создано рейхсминистерство оккупированных восточных территорий.
- 1942 — начался первый этап Сталинградской битвы (оборонительный).
- 1943 — на Сицилии союзники создали «военное правительство оккупированных территорий».
- 1944
  - При разгрузке двух кораблей с взрывчаткой в Порт-Чикаго в бухте Сан-Францискского залива произошёл взрыв, из-за которого погибло 320 человек и 390 получили ранения.
  - По Москве проведены 57 тысяч немецких военнопленных.
  - Войска 1-го Украинского фронта окружили около 40 тысяч немецких солдат в Польше.
  - В Нормандии английский самолёт обстрелял автомобиль немецкого фельдмаршала Эрвина Роммеля, который получил ранения.
  - В Нормандии приступила к боевым действиям Первая Канадская армия.
- 1945 — началась Потсдамская конференция глав государств-союзников.
- 1946 — в Югославии расстрелян лидер партизанского движения чётников полковник Драголюб Михайлович и восемь его сторонников.
- 1947 — в Индийском океане перевернулся индийский паром «Рандас», погибли 625 человек.
- 1951 — союзники передали 51 угольную компанию Рура под немецкий контроль.
- 1958 — Совет министров Украинской ССР принял решение о сокращении восьми из сорока монастырей в республике.
- 1959 — в Восточной Африке Мэри Лики нашла череп парантропа Бойса.
- 1962
  - Американский самолёт X-15, пилотируемый Робертом Уайтом, впервые пересёк границу космоса (50 миль согласно классификации Военно-воздушных сил США).
  - Атомная подводная лодка «Ленинский комсомол» достигла Северного полюса Земли.
- 1968
  - В Лондоне прошла премьера полнометражного мультипликационного фильма с песнями группы «Битлз» «Жёлтая подводная лодка».
  - В ходе переворота к власти в Ираке пришла партия Баас, правившая этой страной до 2003 года.
- 1971 — в Пхеньянском Большом театре в присутствии Ким Ир Сена состоялась премьера оперы «Море крови», первой из «Пяти Великих революционных опер», считающихся главными произведениями оперного искусства КНДР[15][16].
- 1972
  - В Праге и Брно начались судебные процессы над чехословацкими диссидентами (до 11 августа).
  - Посадка Ту-134 на Икшинское водохранилище.
- 1973 — в Афганистане свергнута монархия и провозглашена республика.
- 1975
  - Состоялась стыковка космических кораблей «Союз» (СССР) и «Аполлон» (США).
  - В Калифорнии умерла 75-летняя слониха Модок, самое старое млекопитающее (за исключением людей) на Земле.
- 1976 — в Монреале начались XXI Олимпийские игры.
- 1979
  - Диктатор Никарагуа Анастасио Сомоса сбежал в США.
  - Президент Ирака Саддам Хусейн возведён в ранг фельдмаршала.
- 1981 — в городе Канзас-Сити, штат Миссури, в отеле Hyatt Regency обрушились две подвесные галереи, погибло 114 человек, ранено 216.
- 1982 — Израиль дал боевикам ООП 30 дней для того, чтобы покинуть Бейрут.
- 1986 — во время телемоста Ленинград—Бостон прозвучала фраза «У нас секса нет…».
- 1989
  - Восстановлены официальные отношения между Ватиканом и Польшей.
  - В США произвёл первый полёт бомбардировщик B-2 «Спирит», самый дорогой военный самолёт в мире (его стоимость составила 1,3 млрд долларов).
- 1992 — президент Чехословакии Вацлав Гавел подал в отставку после того, как словацкие депутаты проголосовали за выход Словакии из состава Чехословакии и создание собственного суверенного государства.
- 1993 — правительственные войска захватили штаб-квартиру Народного Фронта Азербайджана.
- 1994 — финал чемпионата мира по футболу 1994: сборная Бразилии в серии пенальти победила сборную Италии
- 1995 — Европейский союз подписал торговый договор с Россией.
- 1996 — катастрофа Boeing 747 под Нью-Йорком, 230 погибших.
- 1997:
  - Решением Священного синода основана Кишинёвская духовная академия Молдавской митрополии Русской православной церкви.
  - Американская компания Woolworth объявила о закрытии последних 50-центовых магазинов в США.
- 1998
  - Косовские албанцы захватили город Ораховац.
  - В Петропавловском соборе Санкт-Петербурга захоронены останки, признанные останками семьи российского императора Николая II.

### XXI век
- 2012 — в результате размыва естественной насыпи прекратило своё существование озеро Маашей на Алтае[17].
- 2014 — ракетой из ЗРК «Бук» 53-й бригады ПВО ВС России, запущенной с территории, подконтрольной ДНР, сбит пассажирский Boeing 777, погибло 298 человек.
- 2015 — теракт в Бани-Сааде (Ирак), более 120 погибших. Ответственность взяла на себя группировка «Исламское государство».
- 2023 — Крымский мост был атакован надводным беспилотным летательным аппаратом, погибло 2 человека.

## Родились
См. также: Категория:Родившиеся 17 июля

### До XIX века
- 1487 — Исмаил I (ум. 1524), шахиншах Ирана из династии Сефевидов.
- 1499 — Мария Сальвиати (ум. 1543), аристократка, выходец из влиятельной семьи Сальвиати, одной из влиятельнейших во Флорентийской республике.
- 1698 — Пьер Луи де Мопертюи (ум. 1759), французский математик, естествоиспытатель, механик, астроном, физик и геодезист.
- 1708 — Фридрих Кристиан Бранденбург-Байрейтский (ум. 1769), маркграф княжества Байрейт.

- 1714 — Александр Готлиб Баумгартен (ум. 1762), немецкий философ, автор термина эстетика.
- 1744 — Элбридж Томас Герри (ум. 1814), американский государственный деятель и дипломат. Один из подписантов Декларации независимости и Статей Конфедерации.
- 1763 — Джон Джейкоб Астор (ум. 1848), американский промышленник и предприниматель.
- 1785 — Анна Зонтаг (ум. 1864), русская детская писательница, мемуаристка.
- 1787 — Фридрих Крупп (ум. 1826), немецкий промышленник.
- 1796 — Жан-Батист Камиль Коро (ум. 1875), французский художник и гравёр, один из самых плодовитых пейзажистов эпохи романтизма.
- 1797 — Поль Деларош (ум. 1856), французский живописец, основоположник натуралистической исторической живописи.
- 1800 — Николай Гольц (ум. 1880), российский артист балета, хореограф, педагог, с 1822 г. солист Большого театра в Петербурге.

### XIX век
- 1806 — Франц Карл Моверс (ум. 1856), немецкий римско-католический богослов, востоковед и педагог[18][19].
- 1808 — Елизавета Кульман (ум. 1825), русская поэтесса немецкого происхождения, переводчица.
- 1831 — Сяньфэн (ум. 1861), император маньжурской империи Цин.
- 1836 — Пётр Юргенсон (ум. 1904), российский музыкальный издатель.
- 1846 — Николай Миклухо-Маклай (ум. 1888), русский этнограф, антрополог, знаменитый путешественник.
- 1849 — Олена Пчилка (наст. имя Ольга Петровна Косач; ум. 1930), украинская писательница, публицист, этнограф, редактор, мать Леси Украинки.
- 1850 — Анна Жюдик (ум. 1911), французская артистка оперетты.
- 1853 — Алексиус Майнонг (ум. 1920), австрийский философ и психолог.
- 1868 — Михаил Бахирев (расстрелян в 1920), российский военачальник и флотоводец.
- 1871 — Лионель Фейнингер (ум. 1956), американо-германский художник, график, карикатурист.
- 1876 — Максим Литвинов (наст. имя Меер-Генох Моисеевич Валлах; ум. 1951), советский дипломат, в 1930—1939 гг. нарком по иностранным делам.
- 1881 — Йонас Лид (ум. 1969), норвежский и российский предприниматель, дипломат, писатель и коллекционер.
- 1882 — Джеймс Сомервилл (ум. 1949), британский адмирал времён Второй мировой войны.
- 1883 — Мориц Стиллер (ум. 1928), шведский актёр, сценарист, режиссёр немого кино.
- 1887 — Джек Конуэй (ум. 1952), американский кинорежиссёр и продюсер.
- 1888 — Шмуэль Йозеф Агнон (ум. 1970), израильский писатель, романист, поэт, лауреат Нобелевской премии по литературе (1966).
- 1889 — Эрл Стэнли Гарднер (ум. 1970), американский писатель, автор детективов.
- 1891
  - Иван Ищенко (ум. 1975), советский хирург, один из пионеров трансплантации в СССР.
  - Борис Лавренёв (наст. фамилия Сергеев, ум. 1959), русский советский писатель, поэт, драматург.
- 1894 — Жорж Леметр (ум. 1966), бельгийский астроном и математик, автор теории Большого взрыва, породившего Вселенную.
- 1898 — Беренис Эббот (ум. 1991), американский фотограф.
- 1899 — Джеймс Кэгни (ум. 1986), американский актёр, лауреат премии «Оскар».
- 1900 — Марсель Далио (ум. 1983), французский актёр.

### XX век
- 1901 — Бруно Ясенский (наст. имя Виктор Яковлевич Зисман, ум. 1938), польский и советский писатель, поэт, драматург.
- 1905 — Эдгар Сноу (ум. 1972), американский журналист.
- 1911 — Сергей Столяров (ум. 1969), актёр театра и кино, народный артист РСФСР.
- 1912 — Пал Ковач (ум. 1995), венгерский фехтовальщик, 6-кратный олимпийский чемпион
- 1913 — Бертранд Голдберг (ум. 1997), американский архитектор.
- 1915 — Владо Байич (ум. 2004), генерал-полковник, Народный герой Югославии.
- 1917
  - Дмитрий Беляев (ум. 1985), русский советский генетик, академик.
  - Кенан Эврен (ум. 2015), турецкий военный и государственный деятель, президент Турции.
- 1918 — Карлос Мануэль Арана Осорио (ум. 2003), гватемальский политический деятель, президент Гватемалы.
- 1920
  - Гордон Гулд (ум. 2005), американский физик, изобретатель лазера.
  - Рудольф Карпати (ум. 1999), венгерский фехтовальщик, 6-кратный олимпийский чемпион
  - Хуан Антонио Самаранч (ум. 2010), испанский политик и бизнесмен, в 1980—2001 гг. президент Международного олимпийского комитета (МОК).
- 1925
  - Джимми Скотт (ум. 2014), американский певец и музыкант.
  - Мухаммед Хасан Шарк, афганский государственный и политический деятель, премьер-министр Афганистана.
- 1926 — Юрий Додолев (ум. 1995), советский писатель, сценарист, журналист.
- 1927 — Игорь Симонов (ум. 2019), русский советский художник, народный художник РСФСР.
- 1929
  - Галина Анисимова (ум. 2018), актриса театра и кино, народная артистка РСФСР.
  - Сергей Годунов (ум. 2023), советский и российский математик и механик, академик РАН.
- 1932
  - Войцех Киляр (ум. 2013), польский композитор, автор музыки к фильмам.
  - Юрий Кукин (ум. 2011), советский и российский поэт, музыкант, бард, тренер по фигурному катанию.
- 1933
  - Джеймс Паттерсон (ум. 2025), советский офицер-подводник, писатель и киноактёр, известный детской ролью в фильме «Цирк».
  - Угу душ Сантуш (ум. 2010), португальский политический и военный деятель, один из лидеров Движения капитанов и активный участник «Революции гвоздик» 1974 года.
- 1935
  - Дайан Кэрролл (ум. 2019), американская актриса и певица.
  - Дональд Сазерленд (ум. 2024), канадский актёр и кинопродюсер, лауреат премий «Эмми» и «Золотой глобус».
- 1936 — Станислав Курилов (ум. 1998), советский, канадский и израильский океанограф, совершивший побег вплавь с борта советского круизного лайнера.
- 1939
  - Валерий Воронин (погиб в 1984), советский футболист, серебряный призёр чемпионата Европы (1964).
  - Али Хаменеи, иранский религиозный, духовный, государственный и политический деятель.
- 1940
  - Александр Игишев (ум. 2011), украинский кинорежиссёр.
  - Александра Назарова (ум. 2019), советская и российская актриса театра и кино, народная артистка РФ.
- 1944 — Карлос Алберто (ум. 2016), бразильский футболист, чемпион мира 1970 года
- 1945
  - Алексей Рыбников, композитор, народный артист России.
  - Иштван Юхас (ум. 2024), венгерский футболист, полузащитник. Выступал за национальную сборную Венгрии, олимпийский чемпион (1968).
- 1947
  - королева-консорт Камилла, вторая супруга Карла III, короля Великобритании.
  - Мик Такер (ум. 2002), ударник и один из вокалистов английской рок-группы «Sweet».
  - Вольфганг Флюр, немецкий музыкант, участник группы Kraftwerk.
- 1948 — Люк Бонди (ум 2015), швейцарский режиссёр театра и кино, сценарист, писатель.
- 1949 — Гизер Батлер, английский рок-музыкант, бас-гитарист группы «Black Sabbath».
- 1952 — Дэвид Хассельхофф, американский актёр и певец.
- 1954 — Ангела Меркель, немецкий политик, канцлер Германии (2005—2021).
- 1957
  - Мария Арбатова (наст. фамилия Гаврилина), российская писательница и феминистка.
  - Венди Фридман, канадско-американский астроном и астрофизик.
- 1958 — Вонг Карвай, гонконгский кинорежиссёр и сценарист, обладатель приза за лучшую режиссуру Каннского кинофестиваля.
- 1960 — Робин Шу, голливудский актёр китайского происхождения.
- 1961 — Антониу Кошта, португальский государственный и политический деятель, премьер-министр Португалии.
- 1963
  - Летсие III, король Лесото (1990—1995 и с 1996).
  - Матти Нюкянен (ум. 2019), финский прыгун на лыжах с трамплина, 4-кратный олимпийский чемпион.
- 1968 — Алексей Русских, российский государственный и политический деятель. Губернатор Ульяновской области с 4 октября 2021 года.
- 1975 — Darude (наст. имя Вилле Виртанен), финский продюсер и диджей.
- 1977 — Марио Штехер, австрийский двоеборец, двукратный олимпийский чемпион.
- 1979 — Хуан Мануэль Вивальди, аргентинский игрок в хоккей на траве, олимпийский чемпион (2016).
- 1982 — Елена Овчинникова, российская спортсменка, олимпийская чемпионка по синхронному плаванию (2008).
- 1985 — Луи Эрикссон, шведский хоккеист, чемпион мира (2013).
- 1991 — Оливер Экман-Ларссон, шведский хоккеист, двукратный чемпион мира (2017, 2018).
- 1992
  - Билли Лурд, американская актриса.
  - Сверре Лунде Педерсен, норвежский конькобежец, двукратный олимпийский чемпион.
- 1995 — Микела Мойоли, итальянская сноубордистка, олимпийская чемпионка в сноуборд-кроссе (2018).

## Скончались
См. также: Категория:Умершие 17 июля

### До XX века
- 1399 — Ядвига (р. 1373), королева Польши.
- 1453 — Дмитрий Юрьевич Шемяка, князь галицкий, Великий князь Московский.
- 1557 — Анна Клевская (р. 1515), четвёртая супруга английского короля Генриха VIII.
- 1588 — Мимар Синан (р. 1489), турецкий архитектор и инженер.
- 1752 — Габриель Джонстон (р. 1699), коронный губернатор провинции Северная Каролина.
- 1762 — Пётр III (р. 1728), российский император (в 1762).
- 1766 — Лан Шинин (р. 1688), итальянский иезуит-миссионер и китайский художник.
- 1790 — Адам Смит (р. 1723), английский экономист и философ.
- 1793 — казнена Шарлотта Корде (р. 1768), французская дворянка, убийца Жана-Поля Марата.
- 1852 — Сальваторе Каммарано (р. 1801), итальянский поэт, драматург и либреттист.
- 1878 — Алеардо Алеарди, (р. 1812), итальянский поэт.
- 1887 — Агатон Гиллер (р. 1831), польский журналист, писатель, историк, один из руководителей восстания 1863 года.

### XX век
- 1903 — Джеймс Эббот Макнил Уистлер, (р. 1834), англо-американский художник.
- 1904 — Фридольф Гек (р. 1837), российский мореплаватель, исследователь Дальнего Востока.
- 1907 — Эктор Мало (р. 1830), французский писатель («Без семьи», «Ромен Кальбри»).
- 1912 — Жюль Анри Пуанкаре (р. 1854), французский математик, астроном, философ.
- 1918 — Николай II (р. 1868), император России (расстрелян одновременно с супругой и детьми).
- 1920 — Генрих Дрессель (род. 1845), немецкий археолог и нумизмат.
- 1925 — Ловис Коринт (р. 1858), немецкий художник.
- 1928 — Джованни Джолитти (р. 1842), премьер-министр Италии.
- 1933 — погибли:
  - Стяпонас Дарюс (р. 1896), литовский лётчик, национальный герой.
  - Стасис Гиренас (р. 1893), литовский лётчик, национальный герой.
- 1934 — Григорий Любимов (Модест Караулов) (р. 1882), русский этнограф, домрист и дирижёр.
- 1939 — Михаил Шулейкин (р. 1884), русский советский учёный в области радиотехники, академик.
- 1941 — расстрелян Август Цесарец (р. 1893), хорватский писатель и публицист.
- 1944 — Уильям Джеймс Сайдис (р. 1898), американский вундеркинд.
- 1959 — Билли Холидэй (р. 1915), американская джазовая певица.
- 1961 — Ольга Форш (р. 1873), советская писательница.
- 1967 — Джон Колтрейн (р. 1926), американский джазовый саксофонист.
- 1968 — Ян ван Рэйкенборг[англ.] (р. 1896), датский мистик, основатель Lectorium Rosicrucianum.
- 1975
  - Борис Бабочкин (р. 1904), актёр и режиссёр театра и кино, народный артист СССР.
  - Константин Гамсахурдия (р. 1891), грузинский писатель.
- 1976 — Михаил Яншин (р. 1902), актёр театра и кино, театральный режиссёр, народный артист СССР.
- 1980 — Борис Делоне (р. 1890), советский математик.
- 1981 — Сергей Наровчатов (р. 1919), советский поэт.
- 1983 — Семён Долидзе (р. 1903), грузинский кинорежиссёр, сценарист, народный артист СССР.
- 1988 — Фёдор Никитин (р. 1900), актёр, кинорежиссёр.
- 1990 — Лидия Гинзбург (р. 1902), советский литературовед, писательница, мемуаристка.
- 1993 — Владимир Бармин (р. 1909), конструктор реактивных пусковых установок, ракетно-космических и боевых стартовых комплексов, Герой Социалистического Труда.
- 1995 — Хуан Мануэль Фанхио (р. 1911), аргентинский автогонщик, пятикратный чемпион мира по автогонкам в классе машин «Формула-1» (1951, 1954—1957).
- 2000 — Эди Огнецвет (р. 1913), белорусская поэтесса.

### XXI век
- 2001 — Тимур Апакидзе (р. 1954), лётчик-испытатель, генерал-майор, Герой Российской Федерации.
- 2005
  - Спартак Мишулин (р. 1926), актёр Театра Сатиры и кино, народный артист России.
  - Джеральдин Фицджеральд (р. 1913), американская актриса, одна из членов Американского театрального холла славы.
- 2006 — Микки Спиллейн (р. 1918), американский писатель, автор популярных детективов.
- 2009 — Уолтер Лиланд Кронкайт (р. 1916), американский тележурналист и телеведущий.
- 2010 — Бернар Жиродо (р. 1947), французский актёр, писатель, режиссёр, сценарист.
- 2015 — Жюль Бьянки (р. 1989), французский автогонщик, победитель ряда чемпионатов, участник «Формулы-1».
- 2025
  - погиб Феликс Баумгартнер (р. 1969), австрийский парашютист, бейсджампер.
  - Алан Бергман (р. 1925), американский автор песен, трижды лауреат премии «Оскар». Также был удостоен 2 премий «Грэмми» и 4 премий «Эмми».

## Приметы
- Андрей Налива. На Андрея озими в наливах дошли, а батюшка овёс до половины дорос.
- Греча на всходе. Зерно в колоске, не валяйся в холодке.
- «Овёс в кафтане, а на грече и рубашки нет».
- Каков Андрей Налива — таков и Калинник (11 августа)[20].